# Westerpark (Amsterdam)

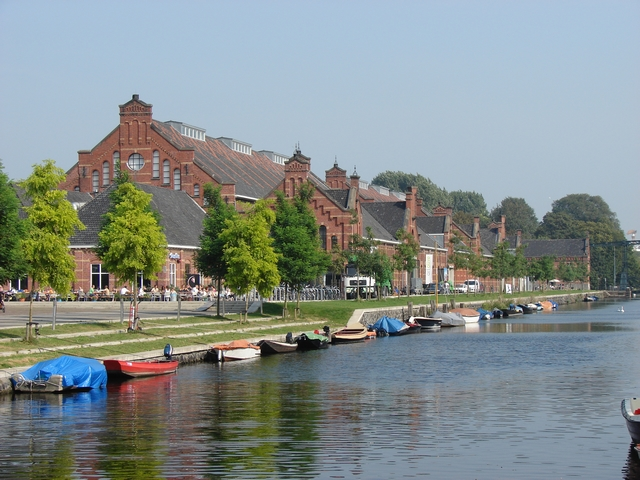
Westergasfabriek und Kanal im Westerpark

Westerpark ist ein Stadtteil der niederländischen Hauptstadt Amsterdam, Provinz Nordholland, und gehört zum Stadtbezirk Amsterdam-West.
Westerpark hat ungefähr 35.000 Einwohner, wovon rund 50 % Ausländer sind. Die Oberfläche beträgt 10,96 km², 0,76 km² davon sind Wasser.
Westerpark liegt in der Nähe des Zentrums. Die Viertel Staatslieden-, Spaarndammer-, Zeehelden- und Hugo de Grootbuurt formen das Stadtviertel. 1883 wurde auf dem Gelände der „Westergasfabriek“ eine Kombination von Natur und Kultur eingerichtet. Auf 13 Hektar sind Gaststätten, ein Veranstaltungsplatz (zum Beispiel für Musik), ein „Theaterdorf“, Sportgelegenheiten und diverse kleine Gärten beziehungsweise Grünanlagen anzutreffen. Im 19. Jahrhundert standen in diesem Gebiet noch 26 Windmühlen, davon besteht nur noch eine, De Otter. Sie ist die älteste Holzsäge–Windmühle in den Niederlanden.
Der gleichnamige Park im Stadtteil ist ein beliebtes Ausflugsziel, der auch gut mit dem Boot befahren werden kann.